# Eduard Oertel
Eduard Oertel (* 22. Januar 1854 in Osterfeld; † 28. Januar 1933 ebenda) war ein deutscher Hufschmied und Fotograf. Bekannt geworden sind vor allem seine Fotografien von Berlin.

## Lebensweg
Eduard Oertel lebte und arbeitete mit kurzen Unterbrechungen bis zu seinem Tode in Osterfeld in der preußischen Provinz Sachsen. Zuerst war er dort einige Jahre in seinem erlernten Beruf als Hufschmied tätig.
Seine Schwester Emilie Oertel heiratete den Berliner Fotografen Franz Albert. Emilie Oertel besaß seit den 1870er Jahren ein kleines Ladengeschäft in Berlin in der Kaisergalerie zwischen dem Boulevard Unter den Linden und der Friedrichstraße, das Anfang der 1880er Jahre erweitert wurde. Als Eduard Oertel in den 1870er Jahren seine Schwester Emilie in Berlin besuchte, entwickelte er Interesse an der fotografischen Tätigkeit seines Schwagers Franz Albert. Dieser führte seinen Schwager Eduard Oertel in die Fotografie ein und vermittelte ihm Kontakte zu Berliner Fotografen und Kunsthändlern. Seine ersten Aufnahmen machte Eduard Oertel in den Straßen Berlins. Er vertrieb seine Berlin-Fotos im Eigenverlag, als Originalfotoabzüge, die oft in Falthefte (Leporellos) eingeklebt wurden, im Laden seiner Schwester in der Berliner Kaiserpassage.
Nach seiner Rückkehr in seine Heimatstadt Osterfeld in der Provinz Sachsen eröffnete Eduard Oertel dort sein eigenes Fotoatelier Am Markt Nr. 11. Dorthin übernahm er nach dem Selbstmord des kinderlos gebliebenen Ehepaars Franz und Emilie Albert Anfang der 1920er Jahre den Bestand an Aufnahmen aus deren Berliner Atelier.
Neben Porträts und touristischen Stadtfotografien im standardisierten Kabinettformat (ca. 10 × 15 cm) bildete Stereofotografie einen wichtigen Teil des Werkes von Eduard Oertel. Seit 1849 gab es Kameras mit zwei Objektiven im Augenabstand, die stereoskopische Aufnahmen bewegter Szenen ermöglichten. Eduard Oertel gehört zu den zahlreichen Fotografen, die die Neugier des Publikums nach fremden Orten durch Stereofotografien bedienten. Die Berliner Stereofotografien zeigen die damaligen Sehenswürdigkeiten der Kaiserstadt Berlin – Denkmäler, repräsentative Plätze, Straßen, Brücken, Brunnen und Gebäude; ferner: Aufnahmen in Vogelperspektive vom Turm des Berliner Rathauses – sowie Trauerzüge und Paraden.
In unmittelbarer Nachbarschaft des Ladengeschäfts seiner Schwester Emilie Albert, ebenfalls in der Kaisergalerie, war das Kaiserpanorama August Fuhrmanns ansässig, in dem dem zahlenden Publikum Stereo-Fotografien aus aller Welt präsentiert wurden.
Eduard Oertel heiratete Anna Roßberg (geb. 1864, gest. 1951). Aus ihrer Ehe gingen drei Kinder hervor:
- Curt, geb. 1890, gest. 1960,
- Franz, geb. 1891, gest. 1978, und
- Margarethe, geb. 1893, gest. nach 1967.

Sie erlernten alle drei ebenfalls das Fotografen-Handwerk. Der älteste Sohn Curt Oertel begann im Alter von nur 13 Jahren eine Ausbildung an der Staatlichen Lehr- und Versuchsanstalt für Photographie, Lichtdruck und Gravüre in München. 1910 gründete er ein Studio für künstlerische Fotografie und filmische Versuche in Berlin. Sein Geschäftspartner wurde sein jüngerer Bruder Franz, wobei Curt die künstlerische und Franz die kaufmännische Leitung des Unternehmens übernahm. Auch ihre Schwester Margarethe Oertel lebte von 1907 bis 1921 in Berlin. Sie unterstützte ihre Brüder in ihrem Fotostudio, das sie während des Ersten Weltkriegs allein führte. Nach dem Ersten Weltkrieg wechselte Curt Oertel ganz zum Film und erwarb nationale und internationale Anerkennung als Filmregisseur, Kameramann und Produzent. Nach 1945 lebte und arbeitete er in Wiesbaden. In der Neujahrsnacht 1959/60 starb er an den Folgen eines Autounfalls. Sein Bruder Franz starb am 4. März 1978.
Margarethe Oertel kehrte im Jahre 1921 zur wirtschaftlichen und gesundheitlichen Unterstützung ihrer Eltern von Berlin nach Osterfeld zurück. Dort führte sie das väterliche Fotoatelier weiter und übernahm es nach Eduard Oertels Tod am 28. Januar 1933.
Im Jahr 1967 schenkte Margarethe Oertel die Berliner Motive des Ateliers dem Landesarchiv Berlin. Die Urheberschaft dieser Aufnahmen ist nicht ganz sicher; sie stammen wahrscheinlich größtenteils von Eduard Oertel und Franz Albert. Die übrigen Bildbestände des Fotoateliers von Eduard Oertel und seiner Tochter Margarete wurden beim Abriss des Gebäudes in Osterfeld Am Markt Nr. 11 im Jahr 1980 größtenteils vernichtet.